# Martin Zimmer (Fußballspieler)
Martin Zimmer (* 8. März 1970) ist ein ehemaliger deutscher Fußballspieler und heutiger Trainer und Lehrer an der Heinrich-Seidel-Grundschule.

## Spielerkarriere
Martin Zimmer spielte in der Jugend für den Friedenauer TSC, VfL Schöneberg und Hertha Zehlendorf, bevor er 1987 in die A-Jugend von Hertha BSC wechselte. Bei Hertha spielte er erstmals im Oktober 1988 in einem Testspiel gegen Türkiyemspor unter dem zwei Wochen zuvor neu eingestellten Trainer Werner Fuchs. Allerdings konnte sich Zimmer keinen Stammplatz erspielen und kam erst in der Schlussphase der Bundesliga-Spielzeit 1990/91 unter Karsten Heine zu seinem ersten Pflichtspieleinsatz. Nur ein weiterer Ligaeinsatz folgte. Auch in der Saison nach dem Abstieg spielte Zimmer bei Herthas Profis keine Rolle mehr.
Deshalb ging Zimmer 1992 zum Ligarivalen SV Meppen. Unter Horst Ehrmantraut absolvierte Zimmer 1992/93 22 Partien für den SVM.
1993 zog Zimmer zurück nach Berlin und ging zum 1. FC Union Berlin. Dort setzte ihn Frank Pagelsdorf in der Oberliga  allerdings in keinem Ligaspiel ein.
Somit wechselte Zimmer nach nur einer Saison zum Spandauer SV, das er nach drei Jahren in Richtung Hertha 03 verließ, wo Martin Zimmer seine Spielerkarriere ausklingen ließ.

## Trainerkarriere
Nach seiner Spielerkarriere machte Zimmer einen Trainerschein und wurde Stützpunkttrainer. Außerdem war als Trainer im Jugendbereich vom BFC Preussen, und Hertha Zehlendorf tätig. Anschließend übernahm Martin Zimmer die U16 beim 1. FC Union Berlin, die er bis Anfang 2011 trainierte, bevor er die U17 des Vereins übernahm.
Parallel trainiert er Nachwuchsspieler in der Jugend-Fußball-Schule von Theo Gries.
Seit Sommer 2016 trainiert er die U17 des SV Tasmania Berlin.

## Privates
Nebenbei spielt Martin Zimmer regelmäßig für die Senioren-Mannschaft von Hertha BSC.